# Basen Afrykańsko-Antarktyczny
Basen Afrykańsko-Antarktyczny – rozległy basen oceaniczny w południowej części dna Oceanu Atlantyckiego i południowo-zachodniej części dna Oceanu Indyjskiego. Jego współrzędne geograficzne to 60°S, 20°E.

## Położenie
Basen Afrykańsko – Antarktyczny rozciąga się między Antarktydą a podwodnym Grzbietem Afrykańsko-Antarktycznym. Jego długość wynosi około 6200 km, szerokość 1500 km, zaś głębokość – 4000–5000 m, maksymalna głębokość, 6972 metry, znajduje się na południe od Wysp Księcia Edwarda. Dno pokryte jest rozległymi równinami Weddella i Enderby. Znajdują się tam również góry podmorskie wnoszące się na wysokości do 4000 metrów.